# کمپبلز کریک، ویکتوریا
کمپبلز کریک (به انگلیسی: Campbells Creek) یک شهرک در استرالیا است که در ویکتوریا (استرالیا) واقع شده‌است.